# Форд, Уолтер
Уолтер Форд (настоящее имя и фамилия — Томас Сеймур Вулфорд) (англ. Walter Forde; 21 апреля 1898, Лондон, Англия — 7 января 1984, Лос-Анджелес, Калифорния, США) — британский актёр, режиссёр, сценарист.

## Биография
Родился в семье комика мюзик-холла Тома Сеймура. В 1920-е годы сам выступал как комик, снимался в немых кинокомедиях, в серии короткометражных фильмов, прежде чем занялся режиссированием художественных фильмов. Став признанным кинорежиссёром в 1930-х годах, снимал фильмы для студий Gainsborough Pictures и Ealing Studios.
С 1919 до 1949 года снял более пятидесяти кинофильмов. Начинал в эпоху немого кино. Занимался продюсированием.

## Режиссёрские работы
- What Next? (1928)
- Wait and See (1929)
- The Silent House (1929)
- Would You Believe It? (1929)
- Red Pearls (1930)
- Bed and Breakfast (1930)
- Lord Richard in the Pantry (1930)
- The Last Hour (1930)
- You’d Be Surprised! (1930)
- Third Time Lucky (1931)
- The Ringer (1931)
- Splinters in the Navy (1931)
- The Ghost Train (1931)
- Condemned to Death (1932)
- Lord Babs (1932)
- Jack’s the Boy (1932)
- Rome Express (1932)
- Orders Is Orders (1933)
- Jack Ahoy (1934)
- Chu Chin Chow (1934)
- Bulldog Jack (1935)
- Forever England (1935)
- King of the Damned (1935)
- Land Without Music (1936)
- Kicking the Moon Around (1938)
- The Gaunt Stranger (1938)
- Let’s Be Famous (1939)
- The Four Just Men (1939)
- Cheer Boys Cheer (1939)
- Inspector Hornleigh on Holiday (1939)
- Saloon Bar (1940)
- Sailors Three (1940)
- Charley’s (Big-Hearted) Aunt (1940)
- Atlantic Ferry (1941)
- The Ghost Train (1941)
- Inspector Hornleigh Goes to It (1941)
- Go to Blazes (1942, short)
- The Peterville Diamond (1942)
- Flying Fortress (1942)
- It’s That Man Again (1943)
- Time Flies (1944)
- One Exciting Night (1944)
- Master of Bankdam (1947)
- Cardboard Cavalier (1949)

## Актёр
- Walter Finds a Father
- Walter Wants Work
- Walter's Day Out
- Walter The Sleuth